# 1670 au théâtre
| Années du théâtre : 1667 - 1668 - 1669 - 1670 - 1671 - 1672 - 1673    |
| Décennies du théâtre : 1640 - 1650 - 1660 - 1670 - 1680 - 1690 - 1700 |

## Événements
- Construction à Rome du Teatro Tordinona sur les plans de l'architecte Carlo Fontana ; c'est le premier théâtre à adopter pour la salle la forme dite "en fer à cheval" ou "en U" du théâtre à l'italienne[1].
- Au Japon, le Shogunat Tokugawa limite officiellement à quatre le nombre de théâtres agréés à Edo ; l'Ichimura-Takenojō-za, le Nakamura-za, le Morita-za et le Yamamura-za sont autorisés.
- Pâques : les acteurs français Mademoiselle de Champmeslé et son mari Champmeslé entrent dans la troupe de l'Hôtel de Bourgogne ; mademoiselle de Champmeslé reprend le rôle d'Hermione dans l'Andromaque de Racine créé par Mademoiselle Des Œillets gravement malade, qui mourra en octobre.
- Établissement de comédiens allemands à Moscou.

## Pièces de théâtre publiées
- Le Boulanger de Chalussay, Élomire hypocondre, ou les Médecins vengés, comédie qui attaque Molière, Paris, Charles de Sercy (Lire en ligne)[2].

## Pièces de théâtre représentées
- 4 février : Les Amants magnifiques, comédie de Molière.
- 14 octobre : Le Bourgeois gentilhomme, comédie de Molière, château de Chambord.
- 21 novembre : Bérénice, tragédie de Jean Racine, Paris, Hôtel de Bourgogne.
- 28 novembre : Tite et Bérénice, tragédie de Pierre Corneille, Paris, Théâtre du Palais-Royal.
- La Conquête de Grenade, drame héroïque de John Dryden.

## Naissances
- 24 janvier : William Congreve, dramaturge et poète britannique, mort le 19 janvier 1729.
- 6 avril : Jean-Baptiste Rousseau, poète et dramaturge français, mort le 17 mars 1741.
- 12 novembre : Jean-Antoine du Cerceau, prêtre jésuite français, poète et auteur dramatique, mort le 4 juillet 1730.

## Décès
- 25 janvier : Pierre Le Messier, dit Bellerose, acteur français, né en 1592.
- juin : Willem Godschalck van Focquenbroch, poète et dramaturge des Pays-Bas septentrionaux, baptisé le 26 avril 1640.
- 25 octobre : Alix Faviot, dite Mademoiselle Des Œillets, actrice française, créatrice de plusieurs rôles dans les pièces de Pierre Corneille et Jean Racine, né en 1620.
- Vers 1670 : 
  - Claude de Grieck, dramaturge, rhétoricien et imprimeur-libraire des Pays-Bas espagnols, né en 1625.